# Телефан
Телефан (греч. Τηλεφάνης) — греческий музыкант, игрок на флейте, современник Филиппа Македонского и Александра Великого. Родился в Самосе. После его смерти ему был поставлен памятник по дороге из Мегары в Коринф, с надписью, в которой говорится, что Телефан, как великий по дарованию человек, может быть поставлен наравне с Орфеем, Нестором и Гомером.